# Маслина
Маслина, маслинка, маслица, уљица, уљеника или олива (лат. Olea europaea) је врста ниског дрвета која потиче из источног Медитерана и припада истоименој фамилији (Oleaceae). Ова врста се гаји у свим земљама Медитерана, као и у Аустралији, Новом Зеланду, Северној и Јужној Америци и Јужној Африци.

## Опис биљке
Зимзелено дрво које расте у Средоземљу, Азији и Африци, где се уље, које се добија прерадом плодова ове биљке, сматра симболом медитеранског начина исхране. Истовремено је и симбол мира, плодности, изобиља и дуговечности. Листови су елиптични, дугуљасти, кожасти са тамнозеленим лицем и сребрнастосивим наличјем и врло кратком дршком. Из пазуха листова развијају се усправне гроздасте цвасти које чине цветови са белом круницом. Чашица и круница имају по 4 листића. Плод је јестива коштуница, позната као маслинка, тамноплаве до скоро црне боје и од њега се добија чувено маслиново уље.
Маслина је кратка и здепаста и ретко прелази 8—15 m (25—50 ft) у висину. 'Пишотана', јединствена сорта која обухвата око 40.000 стабала која се налазе само у области око Пишоте у региону Кампаније у јужној Италији, често превазилази ово, са одговарајућим великим пречником дебла. Сребрнозелени листови су дугуљасти, дужине 4-10 cm и ширине 1-3 cm. Дебло је типично квргаво и уврнуто.
Плод је мала коштуница дужине 1–2,5 cm у зрелом стању, тањег меса и ситнија код дивљих биљака него код воћњачких култивара. Маслине се беру у зеленом до љубичастог ступња. Olea europaea садржи пирену која се у америчком енглеском обично назива „pit”, а у британском енглеском „stone”.

## Таксономија
Шест природних подврста Olea europaea распоређене су у широком распону:
- Olea europaea subsp. europaea (Медитерански басен). Подврста europaea је подељена на две сорте, europaea, која се раније звала Olea sativa, са садницама званим „оливастерс“, и „силвестрис”, која одговара старој дивље растућој медитеранској врсти Olea oleaster, са садницама званим „олеастерс“.[11] Силвестрис карактерише мање стабло које даје приметно мање плодове.
- O. e. subsp. cuspidata (из Јужне Африке широм источне Африке, од [Arabian Peninsula[Арабије]] до југозападне Кине)
- O. e. subsp. cerasiformis (Мадеира); такође позната као Olea maderensis
- O. e. subsp. guanchica (Канарска острва)
- O. e. subsp. laperrinei (Алжир, Судан, Нигер)
- O. e. subsp. maroccana (Мароко)

Подврста O. e. cerasiformis је тетраплоидна, а O. e. maroccana је хексаплоидна. Дивље врсте маслина се понекад третирају као врста Olea oleaster, или „олеастер”. Дрвеће које се у југоисточној Азији назива „белим“ и „црним“ маслинама заправо нису маслине, већ врсте рода Canarium.

### Култивари
Познате су стотине сорти маслине. Сорта маслине има значајан утицај на њену боју, величину, облик и карактеристике раста, као и на квалитет маслиновог уља. Сорте маслине могу се користити првенствено за уље, јело или обоје. Маслине које се узгајају за конзумацију се генерално називају „стоним маслинама“.

## Историја

### Медитерански басен
Фосилни докази указују да је маслиново дрво настало пре 20-40 милиона година у олигоцену, у ономе што сада одговара Италији и источном медитеранском басену. Пре око 100.000 година, маслине су људи користили у Африци, на атлантској обали Марока, као гориво и највероватније за конзумацију. Дрвеће дивље маслине, или олестер, било је присутно и сакупљано у источном Медитерану од пре око 19.000 година. Геном култивисаних маслина одражава њихово порекло из популације олестера у источном Медитерану. Маслина је први пут култивисана пре око 7.000 година у медитеранским регионима.
Хиљадама година маслине су се узгајале првенствено ради уља за лампе, без веће примене као кулинарски састојак. Њихово порекло може се пратити до Леванта на основу писаних плоча, коштица маслина и фрагмената дрвета пронађених у древним гробницама. Још 3000 година пре нове ере, маслине су се комерцијално узгајале на Криту; могуће је да су оне биле извор богатства Минојске цивилизације.
Порекло узгајене маслине је непознато. Фосилни полен припадника рода Olea пронађен је у Македонији и другим местима широм Медитерана, што указује да је овај род оригинални елемент медитеранске флоре. Фосилизовани листови olea пронађени су у палеосолима вулканског грчког острва Санторини и датирани су на пре око 37.000 година. На листовима су нађени отисци ларви маслинових белокрилки Aleurobus olivinus. Исти инсект се данас обично налази на листовима маслине, што показује да се коеволуциони односи између биљака и животиња нису променили од тог времена. Остали листови пронађени на истом острву датирају од пре 60.000 година, што их чини најстаријим познатим маслинама са Медитерана.

## Лековити састојци
Плод маслине богат је беланчевинама, хлорофилом, сапонинима, воском, смолом, витаминима А, D, K и Е, масним киселинама као што су: олеинска, стеаринска, палмитинска, многим минералима, ензимима и др. У старо време се маслиново уље користило за исхрану, хигијену и улепшавање, осветљење, лечење и у ритуалне сврхе. Витамин Е и олеинска киселина су познати и доказани антиоксиданси. Данас у свету постоји више од 50 врста маслиновог дрвета које се гаји широм света управо због производње уља или течног злата као се врло често назива.

### Лист маслине
Од листа маслине припрема се чај који помаже код упала и тегоба функционисања уринарног тракта.

## Маслиново уље
Плод је богат уљем, који се цеди кориштењем притиска кроз разне пресе (хладно цеђено уље), или се издваја користећи врућу воду или пару. Уље се користи у исхрани као додатак јелу, пржење, зачињавање јела, као и у медицинске сврхе. У ранијем периоду су маслине цеђене ручно или уз помоћ камена.
Маслиново уље се цеди индустријски машинама а почетком двадесетог века је то рађено постројењем на водени погон слично воденици.

## Маслина у књижевности и историји
У Библији спомиње се више од хиљаду пута. У хришћанству је симбол Божје бриге за људе. Мојсије је ослобађао ратовања мушкарце, који су гајили маслине. Голубица која се после потопа вратила на Ноеву арку у кљуну је носила маслинову гранчицу као симбол помирења Бога и људи. Са много маслинових ганчица народ је прославио Исусов улазак у Јерусалим. Исус се знојио крвавим знојем на Маслинској гори, окружен мноштвом маслина, а Исусов крст, био је по предању од маслиновог и кедровог дрвета.
Због чврстоће и отпорности, маслина је симбол снаге. Тако је Херкул имао тољагу од маслиновог дрвета, а Одисеј је маслиновим коцем ослепио Киклопа. Маслина је симбол оданости и верности па је Одисејев и Пенелопин брачни кревет био од пања маслине. Хомер је маслиново уље звао текућим златом. Хипократ је маслиново уље преписивао за више од 60 разних болести. Победницима на Олимпијским играма, на главе су стављали маслинове венце, а за награду су добивали амфоре с маслиновим уљем, које је било тада врло скупо. 

## Производња
Табела показује производњу плода маслине. Првих девет земаља припадају подручју Медитерана и производња маслина у тим државама чини 95% светске производње (према подацима Fao).
| Година 2003  | Производња (у тонама) | Обрадива површина (у хектарима) | Количина изражена у (q/Ha) |
| ------------ | --------------------- | ------------------------------- | -------------------------- |
| Свет         | 17 317 089            | 8 597 064                       | 20,1                       |
| 1. Шпанија   | 3 160 100             | 2 400.000                       | 25,7                       |
| 2. Италија   | 6 149 830             | 1 140 685                       | 27,6                       |
| 3. Грчка     | 2 400.000             | 765 000                         | 31,4                       |
| 4. Турска    | 1 800.000             | 594 000                         | 30,3                       |
| 5. Сирија    | 998 988               | 498 981                         | 20,0                       |
| 6. Тунис     | 500.000               | 1 500.000                       | 3,3                        |
| 7. Мароко    | 470.000               | 550.000                         | 8,5                        |
| 8. Египат    | 318 339               | 49 888                          | 63,8                       |
| 9. Алжир     | 300.000               | 178 000                         | 16,9                       |
| 10. Португал | 280.000               | 430.000                         | 6,5                        |
| 11. Либан    | 180.000               | 230.000                         | 4,5                        |

## Галерија
- У Црној Гори, у Бару, расте Стара маслина (Olea europaea) чија се старост процењује на преко 2.000 година. Верује се да је ово најстарије стабло маслине у Европи и једно од најстаријих у свету
- Маслињак
- Стара маслина у Каристосу на грчком острву Евбеја
- плод маслине пореклом из Јордана (Мртво море)
- Илустрација маслине из 19. века
- млада биљка
- лице и наличје листова
- пре цветања
- цветање